# Yoneichi Miyazaki
Yoneichi Miyazaki (宮崎 米一?, Miyazaki Yoneichi; Annaka, 8 agosto 1908 – ...) è stato un lottatore giapponese, specializzato nella lotta greco-romana.

## Biografia
Rappresentò il Giappone ai Giochi olimpici estivi di Los Angeles 1932 nel torneo di lotta greco-romana pesi leggeri, in cui fu estromesso al terzo turno dopo le sconfitte per schinamento da parte del danese Abraham Kurland e dello svedese Svezia Erik Malmberg.